# Hans José Rehfisch
Hans José Rehfisch (* 10. April 1891 in Berlin; † 9. Juni 1960 in Scuol) war ein deutscher Dramatiker, Schriftsteller und Theaterintendant. Er schrieb auch unter den Pseudonymen Georg Turner, René Kestner, Sydney Phillips und H. G. Tennyson Holmes.

## Leben
Hans José Rehfisch wurde als Sohn des Mediziners Eugen Rehfisch im Berliner Osten in der Andreasstraße 63 geboren. Er studierte Volkswirtschaft, Philosophie, Rechtswissenschaft und Staatswissenschaften in Berlin, Grenoble und Würzburg. 1916 wurde er an der Universität Würzburg zum Thema Die rechtliche Natur der Enteignung zum Dr. jur. promoviert. Anschließend arbeitete er in Berlin als Gerichtsassessor bei der Staatsanwaltschaft sowie bei der Strafkammer am Landgericht II. Später war er als Rechtsanwalt und Syndikus einer Filmgesellschaft tätig.
1913 erschien mit der Tragödie Die goldenen Waffen sein erstes Bühnenstück. Nach dem Ende des Ersten Weltkriegs veröffentlichte Rehfisch zunächst weitere Trauerspiele. 1922 war Die Erziehung durch ‚Kolibri‘ seine erste Komödie und 1924 feierte seine Tragikomödie Wer weint um Juckenack? einen europaweiten Erfolg.

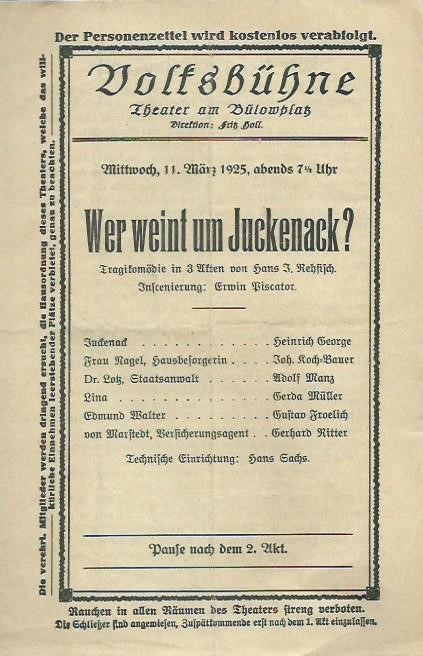
Programmheft zu Wer weint um Juckenack?, Volksbühne Berlin, 1. Februar 1925, Regie: Erwin Piscator, mit Heinrich George

Rehfisch gab seine Anwaltspraxis auf und widmete sich fortan ganz dem Theater. In der Weimarer Republik gehörte er zu den viel gespielten Dramatikern. Seine sozialkritischen Satiren und zeitbezogenen historischen Dramen wurden wegen ihrer pointierten Dialoge geschätzt. Sein größter Erfolg war Die Affäre Dreyfus, ein Theaterstück, das er zusammen mit Wilhelm Herzog geschrieben hatte. Es wurde 1929 unter dem Pseudonym René Kestner an der Berliner Volksbühne uraufgeführt und sollte 1931 in Paris zur Aufführung kommen. Die Action Francaise organisierte jedoch Krawalle, so dass das Stück nach einer Vorstellung abgesetzt wurde. Ebenfalls zusammen mit Herzog schrieb er das Buch Die Dreyfus-Affäre.
Von 1922 bis 1923 leitete er gemeinsam mit Erwin Piscator das Central-Theater in der Alten Jakobstraße (Berlin-Kreuzberg). Von 1931 bis 1933 war er Präsident des Verbandes deutscher Bühnenschriftsteller und Bühnenkomponisten, eine Funktion, die er nochmals von 1951 bis 1954 (zusammen mit Eduard Künneke) wahrnahm.
Bereits 1932 tauchte sein Name im Völkischen Beobachter in einer Liste „unerwünschter“ Schriftsteller auf. Wegen seiner literarischen Tätigkeit und seiner jüdischen Herkunft geriet er 1933 nach der nationalsozialistischen „Machtergreifung“ in Haft. Danach floh Hans José Rehfisch aus Nazideutschland. Zunächst emigrierte er nach Wien, wo er als künstlerischer Leiter gemeinsam mit dem Berliner Theaterunternehmer Kurt Geldwert (Pseudonym: Conrad Dwerthon) die leerstehende Komödie in der Johannesgasse übernahm. Aus Kapitalmangel musste das Unternehmen jedoch schon nach wenigen Produktionen wieder eingestellt werden. Mit Unterstützung des Verlegers George Marton (1899–1979) fand Rehfisch Zugang zum Wiener Theaterbetrieb, und es kam zu einigen erfolgreichen Inszenierungen seiner Stücke an Wiener Bühnen. Das Schauspiel Wasser für Canitoga (1936), das in Zusammenarbeit mit den Brüdern Egon Eis (1910–1994) und Otto Eis (1903–1952) entstand, lief sogar in 56 Städten Europas und Südamerikas. Für viele seiner Stücke wählte Rehfisch fantasievolle Pseudonyme. Trotzdem erkannten Wiener Theaterkritiker und die österreichische Kulturbürokratie die wahre Identität des Autors. Da Rehfischs Wiener Produktionen als harmlose Unterhaltungsstücke galten und zudem Kassenschlager waren, blieb er im Austrofaschismus unbelästigt.
1936 ging Rehfisch nach London. Dort verdingte er sich u. a. als Metallarbeiter. 1939 wurde er vom Dritten Reich ausgebürgert. Zusammen mit dem Philosophen Hermann Friedmann, dem Publizisten Hans Jaeger (1899–1975) und dem früheren künstlerischen Leiter des Dresdner Schauspielhauses Karl Wollf (1876–1952) gründete er in London den Club 1943, eine kulturelle Vereinigung deutschsprachiger Emigranten. 1944 gab Rehfisch die Anthologie In Tyrannos heraus, die die deutschen Freiheits- und Widerstandsbewegungen aus vier Jahrhunderten und die demokratische Tradition Deutschlands darstellte. Nach dem Zweiten Weltkrieg lehrte er von 1947 bis 1949 als Dozent an der New School for Social Research in New York City.
1950 kehrte Rehfisch nach Deutschland zurück und lebte in München, Hamburg und Berlin. 1951 schrieb Rehfisch die deutsche Drehbuchfassung für den Film Blaubart, einer deutsch-französischen Koproduktion mit Hans Albers in der Hauptrolle der deutschen Version. Anfang Februar 1951 zeigte das Deutsche Schauspielhaus eine Neufassung von Rehfischs Lustspiel Wer weint um Juckenack? und im selben Jahr erschien sein historischer Roman Die Hexen von Paris, der den Hexenwahn und Intrigen am Hof Ludwigs XIV. thematisierte. Dieser Roman wurde Rehfischs größter Erfolg innerhalb seines Alterswerks: Bis 1969 erschienen im Stuttgarter Cotta-Verlag zwei und im Berliner Verlag Rütten & Loening sieben Auflagen von Die Hexen von Paris, das 1952 in dänischer und niederländischer, 1954 in schwedischer, 1963 in belgisch-niederländischer und 1970 in slowenischer Übersetzung veröffentlicht wurde.
Rehfisch trat bis Ende der 1950er Jahre mit kritischen Zeitstücken auf Bühnen in beiden deutschen Staaten hervor. Sein größter Nachkriegserfolg war 1955/1956 die Heimkehrer-Tragödie Oberst Chabert – ursprünglich eine Erzählung des französischen Schriftstellers Honoré de Balzac (1799–1850) aus der post-napoleonischen Restaurationszeit. Rehfisch verfasste auch Hörspiele. Zeitweilig war er Vorsitzender der 1955 gebildeten Gesellschaft zur Verwertung literarischer Urheberrechte (GELU), der Vorläuferin der Verwertungsgesellschaft Wort.

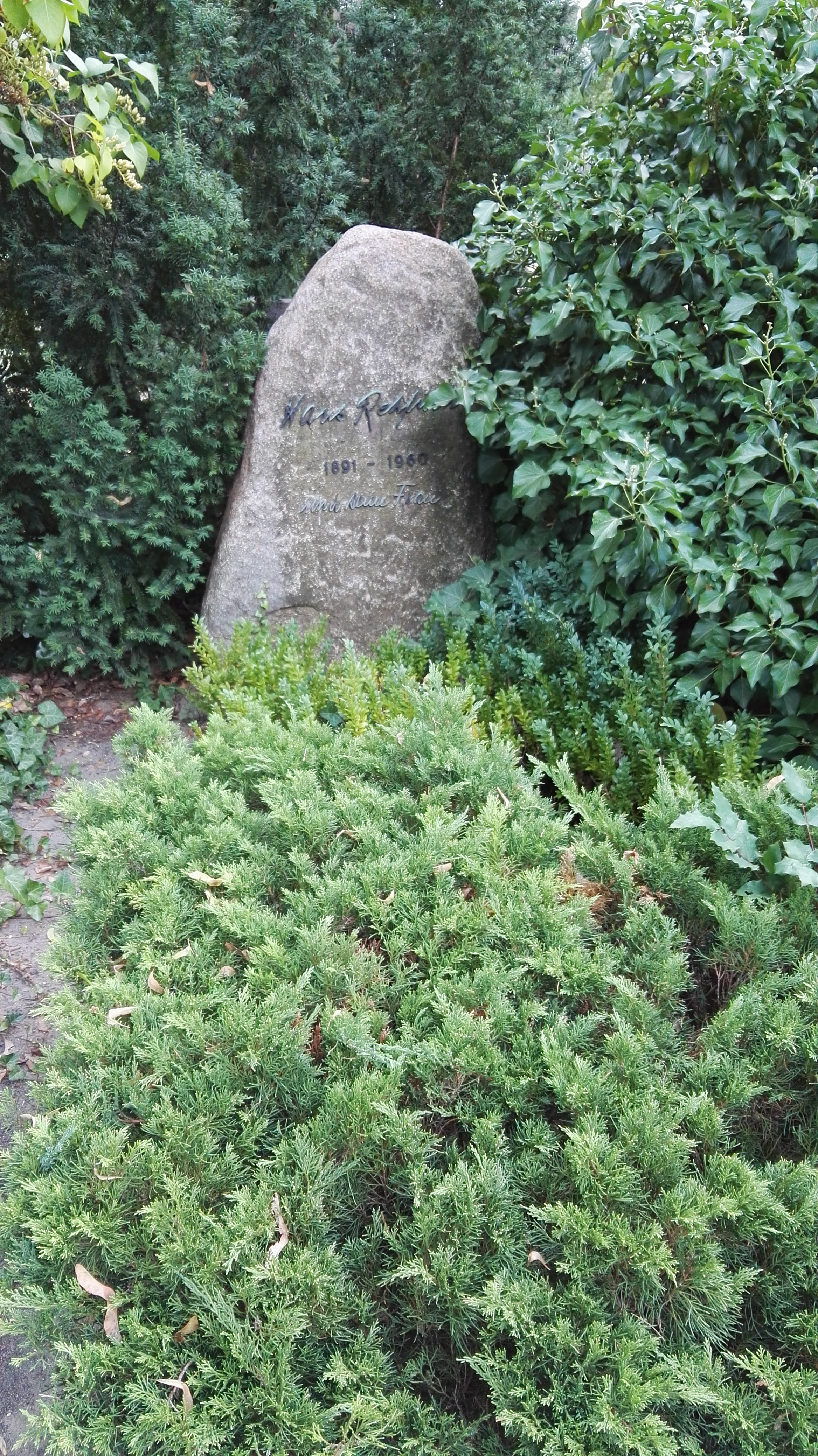
Grabstätte

Hans José Rehfisch starb am 9. Juni 1960 während eines Sanatoriumsaufenthaltes in der Schweiz. Sein Grab befindet sich auf dem Friedhof der Dorotheenstädtischen und Friedrichswerderschen Gemeinden in Berlin. Es ist als Ehrengrab der Stadt Berlin ausgewiesen. Der Lyriker Jens Gerlach widmete Rehfisch in „Dorotheenstädtische Monologe“ ein Gedicht.

## Werke

### Schauspiele
- Die goldenen Waffen – Tragödie (1913)
- Das Paradies – Eine Tragödie (1919)
- Der Chauffeur Martin – Eine Tragödie in 5 Akten (1920)
- Deukalion – Ein mythisches Drama (1921)
- Die Erziehung durch „Kolibri“ – Komödie in 3 Akten (1922)
- Wer weint um Juckenack? – Tragikomödie in 3 Akten (1924)
- Nickel und die sechsunddreissig Gerechten – Komödie in 3 Akten (1925)
- Duell am Lido – Komödie in 3 Akten (1926)
- Darüber läßt sich reden – Berliner Bilderbogen in 3 Akten (1926)
- Razzia – Eine Berliner Tragikomödie in 9 Bildern (1927)
- Der Frauenarzt – Schauspiel in 3 Akten (1928)
- Pietro Aretino – Schauspiel in 3 Akten (1929)
- Die Affäre Dreyfus – Schauspiel in 5 Akten (1929) (zusammen mit Wilhelm Herzog)
- Brest-Litowsk – Das Drama des europäischen Friedens (1930)
- Der Verrat des Hauptmanns Grisel – Schauspiel in 3 Akten (1932)
- Doktor Semmelweis – Schauspiel (1934)
- Gentlemen – Schauspiel (1935)
- Der lächerliche Sir Anthony – Schauspiel (1935)
- Wasser für Canitoga – Schauspiel in 3 Akten (1936)
- Erste Liebe – Komödie (1937)
- Kampf ums Blatt – Schauspiel (1937)
- College Boys – schauspiel (1937)
- The Iron Road – Schauspiel (1938)
- Brides at Sea – Schauspiel (1943)
- Quell der Verheißung – Schauspiel (1945)
- Hände Weg Von Helena! – Schauspiel (1951)
- Die Eiserne Straße – Schauspiel (1952)
- Von Der Reise Zurück – Schauspiel (1952)
- Das Ewig Weibliche – Schauspiel (1953)
- Der Kassenarzt – Schauspiel (1954)
- Oberst Chabert – Schauspiel in 3 Akten (1955)
- Strafsache Doktor Helbig (1955)
- Jenseits der Angst – Schauspiel in 3 Akten (1958)
- Bumerang – Schauspiel (1960)
- Verrat in Rom – Schauspiel in 3 Akten (1960)

### Bücher
- In Tyrannos – Four centuries of struggle against tyranny in Germany. A symposium. (Hrsg. von Hans Rehfisch, 1944)
- Die Hexen von Paris – Roman (1957)
- Lysistratas Hochzeit – Roman (1959)

### Archivalien
Das Literaturarchiv der Akademie der Künste (Berlin) verfügt über einen umfangreichen Bestand an Werkmanuskripten, Briefen, Tagebuchaufzeichnungen und weiteren Dokumenten von Hans José Rehfisch.